# Guidgrétinga
Guidgrétinga est une commune rurale située dans le département de Doulougou de la province du Bazèga dans la région du Centre-Sud au Burkina Faso.

## Santé et éducation
Le centre de soins le plus proche de Guidgrétinga est le centre de santé et de promotion sociale (CSPS) de Doulougou.